# Rangiroa (comune)
Rangiroa è un comune della Polinesia francese e comprende i seguenti atolli:
- Rangiroa, l'atollo più esteso (79 km²)
- Tikehau
- Mataiva
- Makatea